# فلو شتاينبرغ
فلو شتاينبرغ (بالإنجليزية: Flo Steinberg)‏ هي أمينة سر أمريكية، ولدت في 17 مارس 1939 في بوسطن في الولايات المتحدة، وتوفيت في 23 يوليو 2017 في نيويورك في الولايات المتحدة بسبب سرطان الرئة.